# День працівників ветеринарної медицини України
День працівників ветеринарної медицини — професійне свято України. Відзначається щорічно у другу неділю серпня.

## Історія свята
Свято встановлено в Україні «…відзначаючи вагомий внесок працівників ветеринарної медицини у забезпечення ветеринарного та епізоотичного благополуччя, ветеринарно-санітарної безпеки продуктів тваринництва і охорони довкілля та підтримуючи ініціативу Міністерства аграрної політики України…» згідно з Указом Президента України «Про День працівників ветеринарної медицини» від 1 листопада 2001 року № 1035/2001.